# ゼッカハ
ゼッカハ (ドイツ語: Seckach) はドイツ連邦共和国バーデン＝ヴュルテンベルク州ネッカー＝オーデンヴァルト郡に属す町村（以下、本項では便宜上「町」と記述する）。

## 地理
この町は、アーデルスハイムとブーヒェンの間のオーデンヴァルトおよびバウラントの斜面に位置する。この町はネッカータール＝オーデンヴァルト自然公園に含まれる。
この町は、グロースアイクホルツハイム、ゼッカハ、ツィンメルンの3地区とクリンゲ青少年村からなる。

## 歴史
ゼッカハは、788年のロルシュ文書に記録されている。ゼーリゲンタール修道院が1236年にこの村を獲得した。この修道院が廃止されるとゼッカハは1568年にマインツ選帝侯領となった。その後は、1803年に帝国代表者会議主要決議に基づく世俗化によりライニンゲン侯領となるまで、マインツ選帝侯領にとどまった。さらに3年後の1806年にライン同盟によりライニンゲン侯領が廃止され、バーデン大公領となった。1972年にゼッカハは、グロースアイクホルツハイムおよびツィンメルンと合併し、新しい自治体ゼッカハが発足した。

### 地区

#### グロースアイクホルツハイム
グロースアイクホルツハイムは、775年のロルシュ文書に記載がある。1561年にプファルツ選帝侯領となった。ライニンゲン侯領を経て、1806年バーデン大公領となった。

#### ツィンメルン
ツィンメルンは782年のロルシュ文書が初出である。1236年にゼーリゲンタール修道院の所領となった。それ以後はゼッカハと同様の経緯をたどった。

### 宗教
グロースアイクホルツハイムは16世紀前半に宗教改革がなされたが、ゼッカハおよびツィンメルンはローマ・カトリックにとどまった。

## 行政

### 議会
この町の議会は18議席からなる。

### 紋章
基部から緩やかな弧を描く赤い三角図形により左右に分割。三角図形の中は5本スポークの輪。向かって左は、銀（白）地に黒いシュタインボックの角。向かって右は、直立する黒い戦斧。紋章の意匠は、1803年以前の領主を示している。シュタインボックの角はゼッカハ家の紋章、戦斧はシュテッテン家の紋章のモチーフである。5本スポークの輪は、アイクホルツハイム家の新しい家系の紋章で、配色はマインツ大司教の紋章に倣っている。

### 友好都市
- ライヒェンバッハ/O.L（ドイツ、ザクセン州）
- Schüttwa/Böhmerwald（チェコ、プルニゼ州）
- ガッツァーダ・スキアンノ（イタリア、ロンバルディア州）

の他にもヴァルデュルンの第461兵站大隊とも友好協定を結んでいる。

## 文化と見所

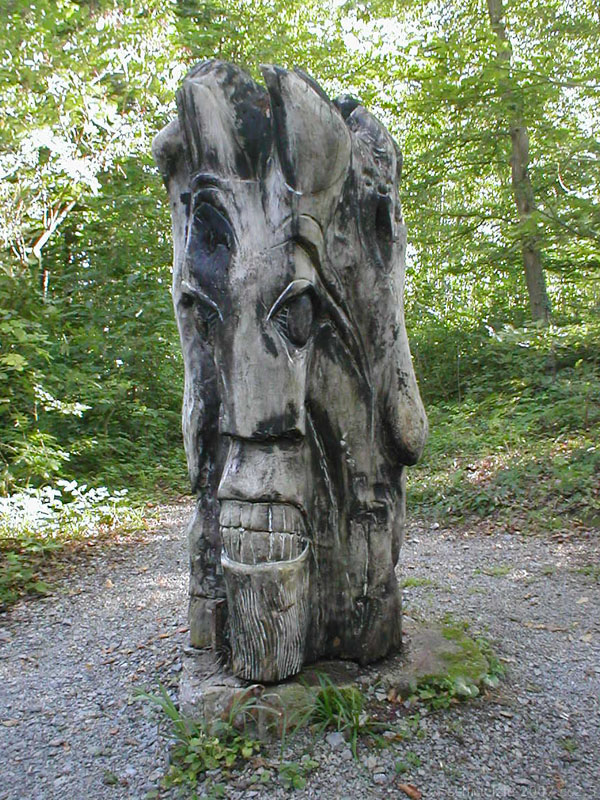
彫刻公園の作品

### 芸術
ゼッカハは「彫刻の町」であり、7つのブロンズ彫刻、5つの石材彫刻、10のコンクリート彫刻作品がある。
1987年から町の森に「彫刻公園」が設けられ、82の石、コンクリート、木の彫刻作品が展示されている。ベルリンの彫刻家夫妻マリアンネとパウル・アウグスト・ヴァグナーが仲間に彫刻制作を呼びかけた。できあがった彫刻が公園内に保存されている。町は、森（約2 ha）を自由に使ってもらい、散策路を設けた。彫刻公園の一角は「狂気のアリーナ」と呼ばれ、定期的に野外コンサートが開催されている。

### スポーツと余暇
SCクリンゲ・ゼッカハは、1981年に創設された女子サッカークラブで、1990年から1998年まで8シーズン、ブンデスリーグでプレイした。
ゼッカハには、サウナや蒸し風呂を備えた屋内プールがあり、一年中利用できる。

## 経済と社会資本
町内には、クリンゲ青少年村がある。この施設は、戦後の混乱で家族を亡くした子供や若者たちに新しい家庭を提供することを目的に、1946年に司祭ハインリヒ・マグナーニによって創設された。現在は、それぞれの事情で元の家族と暮らせない子供や若者180人が暮らしている。

### 交通
鉄道ネッカーエルツ – オスターブルケン線には、ゼッカハ駅およびツィンメルン駅が設けられている。これらの駅では、ラインネッカーSバーンのS1系統の列車が1時間毎に発着している。
ゼッカハ駅は乗換駅であり、ミルテンベルクへ向かうマドンネンラント鉄道に乗り換えることができる。

## 引用
1. ↑  Statistisches Landesamt Baden-Württemberg – Bevölkerung nach Nationalität und Geschlecht am 31. Dezember 2023 (CSV-Datei)